# Kinselmeer
Het Kinselmeer is een Nederlands meer in de provincie Noord-Holland ten noorden van Durgerdam en ten oosten van Ransdorp (gemeente Amsterdam). Het ligt aan de IJsselmeerdijk (Uitdammerdijk) tussen Durgerdam en Uitdam, en is ontstaan tijdens de Sint-Elisabethsvloed van 1421. De naam is ontleend aan twee dorpjes die hier vroeger in de buurt lagen, Grote en Kleine Keynsel. Bij de dijkdoorbraak van 1825 werd het Kinselmeer sterk vergroot, toen tijdens een zware storm het in de Waterlandse Zeedijk gelegen verdedigingswerk de Stenen Beer in de Zuiderzee verdween. Een deel van de Bloemendalergouw, de verbindingsweg van Ransdorp naar de Waterlandse Zeedijk, verdween in het Kinselmeer.
Het Kinselmeer viel van 1811-1921 bestuurlijk onder de gemeente Ransdorp dat zich in 1921 vrijwillig door Amsterdam liet annexeren. Voor deze annexatie werd gedacht aan demping van het Kinselmeer met bagger uit de Amsterdamse grachten en afval uit de stad, wat ruim 125 hectare goede tuinbouwgrond zou kunnen opleveren. 
Rondom het Kinselmeer ligt een beschermd weidevogelgebied. Natuurorganisaties hebben boerengrond aangekocht, waardoor aan de rand van de hoofdstad een waardevol natuurgebied is ontstaan. Vanaf het Kinselmeer is het mogelijk met de boot via Ransdorp, Holysloot, Broek in Waterland en Monnickendam het IJsselmeer op te varen.
Aan het begin van de 20e eeuw was er een zwembad gevestigd genaamd 'De Badhoeve', op de plek waar tegenwoordig 'Camping De Badhoeve' is gevestigd. Tegenwoordig liggen er vier recreatieterreinen en één zeilvereniging. Voor een nieuw vijfde terrein (Ecopark Kinselmeer) worden voorbereidingen getroffen. De terreinen zijn op camping De Kikker na nog niet aangesloten op de riolering.
Vroeger gingen veel Amsterdammers niet op vakantie vanwege geldgebrek. Als werd gevraagd waar ze hun vrije tijd doorbrachten, gingen ze steevast naar "Lago di Kinsel en Dimant" (Kinselmeer en Diemen). Het water is in de zomermaanden door blauwalg na langdurige warme perioden soms niet geschikt als zwemwater.
Het Kinselmeer is niet meer bereikbaar met het openbaar vervoer. Van 1959-1991 reed er in de spitsuren een streekbus. Van 1982-1984 reed het GVB in de zomermaanden echter een reguliere buslijn.

## Afbeeldingen

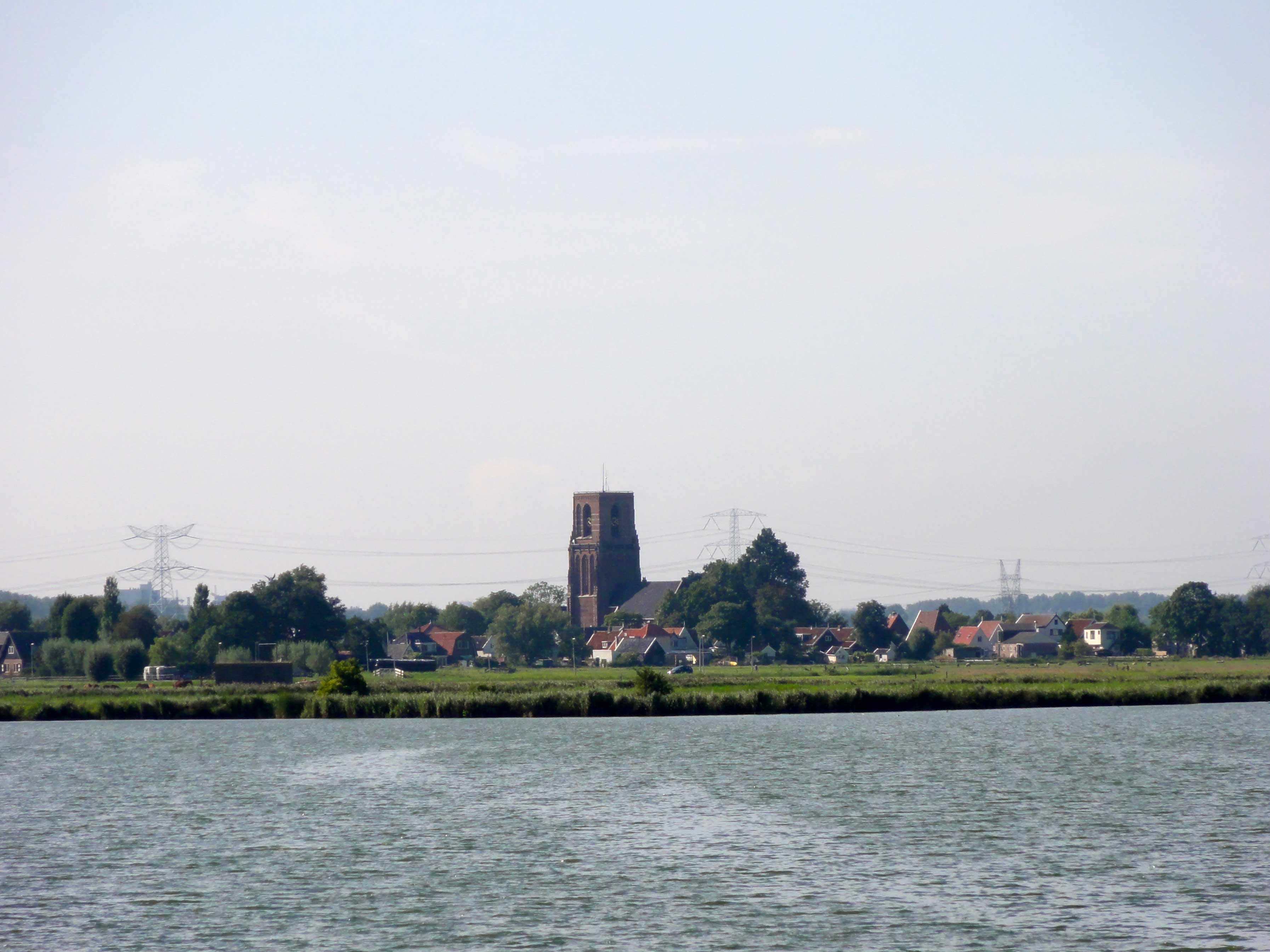
Zicht op Ransdorp over het Kinselmeer.
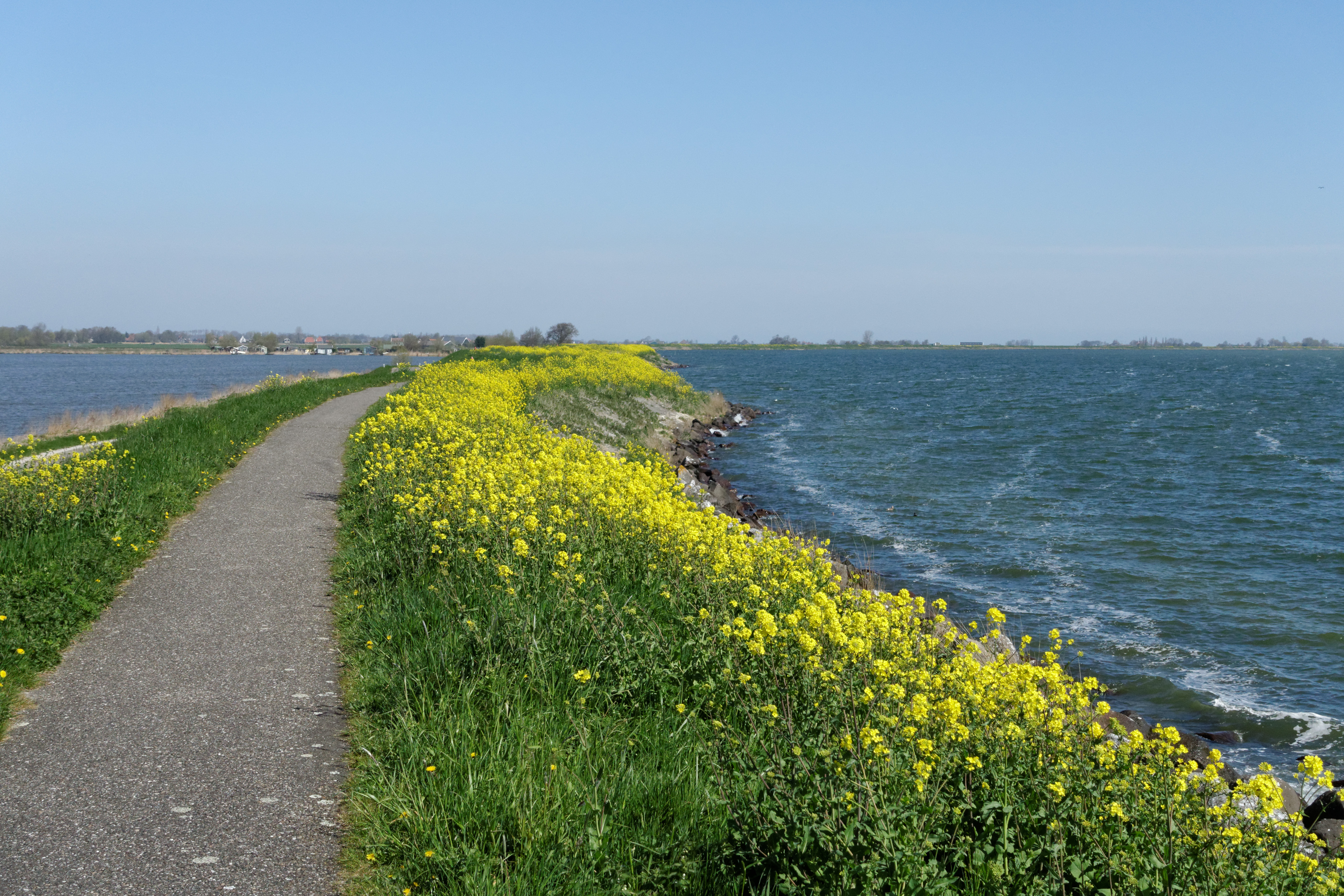
De Waterlandse Zeedijk met links het Kinselmeer en rechts het IJsselmeer.